# Safrà bord

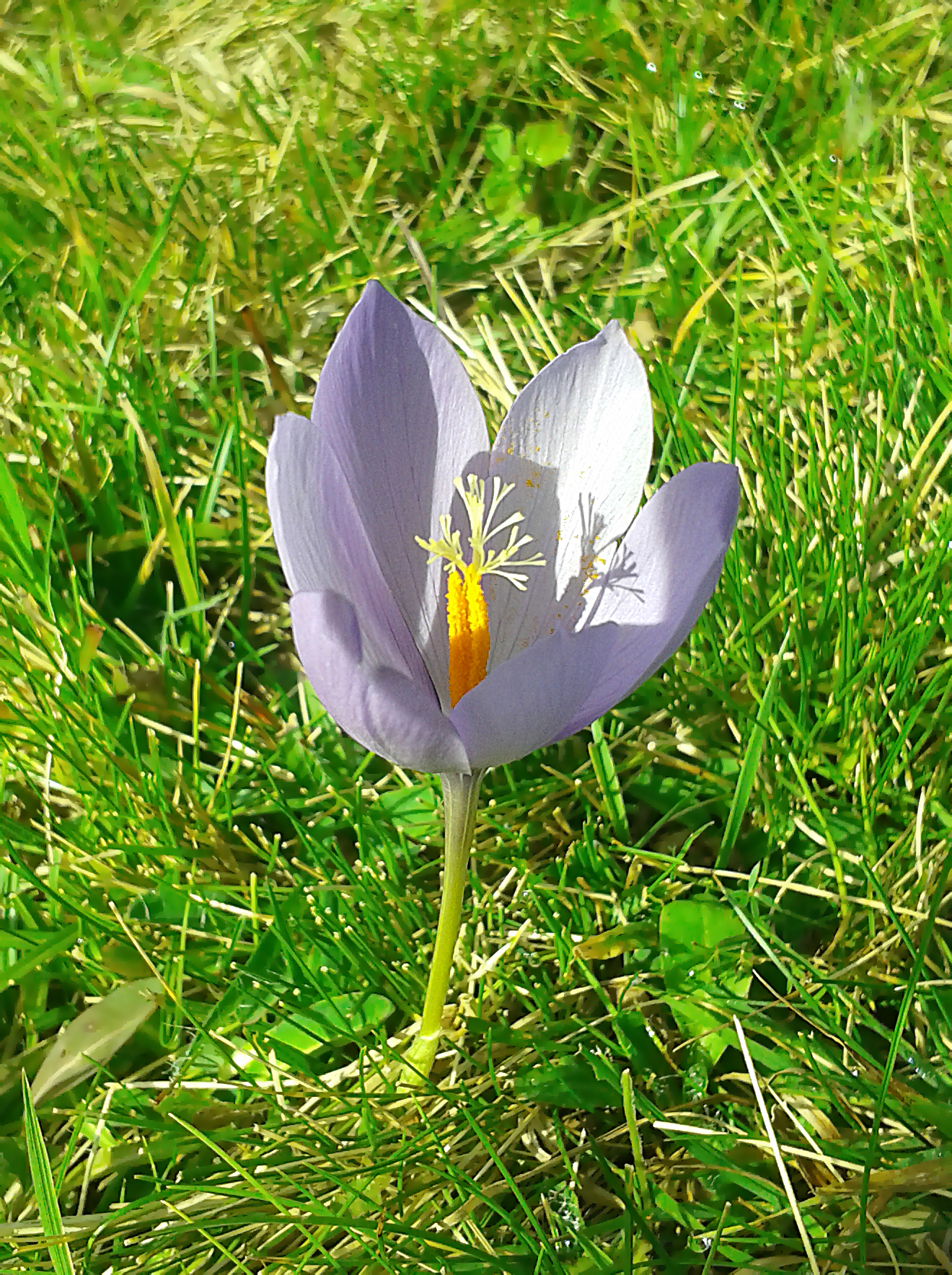
Crocus nudiflorus

El Safrà bord (Crocus nudiflorus) és una planta silvestre del gènere Crocus de la família Iridàcia (Iridaceae).
Habita en prats i, més rarament, també en boscos caducifolis humits entre els 1.400 i 2.300 m d'altitud. Floreix a la tardor (setembre-novembre) tot just després d'una bona pluja. És extraordinàriament resistent al fred i no és rar veure-la florida al mig de les primeres neus.
La planta és acaule, de fins a 20 cm i té un bulb que sol produir abundants estolons. Les fulles, molt estretes i linears, apareixen a la primavera següent de la florida, i tenen com a tret característic una banda longitudinal blanca. Les flors són solitàries, violàcies amb tèpals obtusos, 3 estams d'anteres grogues i llargs estigmes de color carbassa.
Es pot confondre a primer cop d'ull amb espècies molt semblants morfològicament com són el còlquic (Colchicum autumnale) i còlquic dels Pirineus (Merendera pyrenaica) amb les quals fins i tot poden compartir hàbitat i créixer totes juntes. Amb tot, és fàcil reconèixer el safrà bord, ja que és l'única que té tres estams enfront de les altres dues plantes que en tenen sis per pertànyer a famílies diferents.
Com el seu nom indica, està molt emparentada amb la safranera que es fa servir com espècia culinària.